# شهرستان دزفول
شهرستان دِزفول یکی از شهرستان‌های استان خوزستان به مرکزیت شهر دزفول است.

## جغرافیا
شهرستان دژفول با مساحت ۴۷۶۲ کیلومتر مربع بین ۴۸ درجه و۲۰ دقیقه تا ۴۸ درجه و۳۱ دقیقه طول شرقی از نصف النهار گرینویچ قرار گرفته‌است و بین ۳۲ درجه و۷۵ دقیقه عرض شمالی از خط استوا قرار گرفته‌است.

## مردم‌شناسی
مردم شهرستان دزفول به فارسی با گویش دزفولی و در برخی مناطق به زبان لری با گویش لری بختیاری و گویش لری بالاگریوه‌ای سخن می‌گویند. مردم  شهر دزفول که به فارسی دزفولی صحبت می‌کنند، عمدتاً در شهر دزفول ساکن می‌باشند 

ولرهای بختیاری‌های و بالاگریوه شهرستان ساکن بسیاری از نقاط شهرستان شامل بخش‌های مرکزی دزفول و شهیون سردشت چغامیش و روستاها و شهرک‌های شهرستان می‌باشند.و عربها در جنوبی ترین نقاط شهرستان شامل دهستان خیبر ساکن می باشند.

### موقعیت جغرافیایی
شهرستان دزفول از شمال با استان لرستان، از غرب با شهرستان اندیمشک، از شرق با استان چهارمحال بختیاری، از جنوب شرق با شهرستان لالی و شهرستان اندیکا، از جنوب با شهرستان شوشتر و شهرستان گتوند و از جنوب غرب با شهرستان شوش همسایه است.

## جمعیت
جمعیت شهرستان دزفول با روندی رو به افزایش بر اساس آخرین سرشماری ۴۴۳٬۹۷۱ نفر (۱۳۹۵)، سی‌امین شهرستان پرجمعیت کشور و دومین شهرستان پرجمعیت خوزستان است.

## تقسیم‌بندی کشوری
شهرستان دزفول دارای ۴ بخش، ۱۱ دهستان و ۱۱ شهر به شرح زیر است:

### شهرستان دزفول
| نام بخش | مرکز بخش | جمعیت بخش ۱۳۹۵ | نام دهستان        | مرکز دهستان     | جمعیت دهستان ۱۳۹۵ | شهرک                                                    | جمعیت شهر ۱۳۹۵                                                             |
| ------- | -------- | -------------- | ----------------- | --------------- | ----------------- | ------------------------------------------------------- | -------------------------------------------------------------------------- |
| مرکزی   | دزفول    | ۳۷۰٬۴۹۸ نفر    | شمس‌آباد           | شمس‌آباد         | ۲۹٬۷۹۰ نفر        | شهرک امام شمس‌آباد میانرود صفی‌آباد سیاه‌منصور شهرک منتظری | ۲۶۴٬۷۰۹ نفر ۱۱٬۳۹۳ نفر ۱۰٬۸۵۸ نفر ۱۰٬۱۱۰ نفر ۹٬۸۷۹ نفر ۵٬۴۰۶ نفر ۳٬۸۰۴ نفر |
| مرکزی   | دزفول    | ۳۷۰٬۴۹۸ نفر    | قبله‌ای            | محمد بن جعفر    | ۲۴٬۵۹۴ نفر        | شهرک امام شمس‌آباد میانرود صفی‌آباد سیاه‌منصور شهرک منتظری | ۲۶۴٬۷۰۹ نفر ۱۱٬۳۹۳ نفر ۱۰٬۸۵۸ نفر ۱۰٬۱۱۰ نفر ۹٬۸۷۹ نفر ۵٬۴۰۶ نفر ۳٬۸۰۴ نفر |
| چغامیش  | چغامیش   | ۳۱٬۱۸۵ نفر     | خیبر              | شهرک خیبر       | ۱۵٬۵۹۵ نفر        | چغامیش جندی شاپور                                       | ۲٬۰۱۳ نفر ۵٬۲۹۸ نفر                                                        |
| چغامیش  | چغامیش   | ۳۱٬۱۸۵ نفر     | چغامیش            | چغامیش          | ۱۳٬۵۷۷ نفر        | چغامیش جندی شاپور                                       | ۲٬۰۱۳ نفر ۵٬۲۹۸ نفر                                                        |
| سردشت   | سالند    | ۲۷٬۷۲۶ نفر     | ماهور برنجی       | ماهوربرنجی سفلی | ۱۳٬۹۸۸ نفر        | شهرک حمزه سالند                                         | ۶٬۰۹۱ نفر ۲٬۵۶۰ نفر                                                        |
| سردشت   | سالند    | ۲۷٬۷۲۶ نفر     | سردشت             | سالند           | ۵٬۰۸۷ نفر         | شهرک حمزه سالند                                         | ۶٬۰۹۱ نفر ۲٬۵۶۰ نفر                                                        |
| شهیون   | شهیون    | ۱۱٬۵۲۹ نفر     | احمدفداله         | فداله عمران     | ۳٬۲۲۷ نفر         | شهیون                                                   | ۰نفر                                                                       |
| شهیون   | شهیون    | ۱۱٬۵۲۹ نفر     | شهی               | شهیون           | ۲٬۹۳۸ نفر         | شهیون                                                   | ۰نفر                                                                       |
| شهیون   | شهیون    | ۱۱٬۵۲۹ نفر     | دره‌کاید           | کول‌سیرا         | ۲٬۵۰۱ نفر         | شهیون                                                   | ۰نفر                                                                       |
| شهیون   | شهیون    | ۱۱٬۵۲۹ نفر     | سید ولی‌الدین      | گوشه            | ۱٬۶۱۳ نفر         | شهیون                                                   | ۰نفر                                                                       |
| شهیون   | شهیون    | ۱۱٬۵۲۹ نفر     | امامزاده سیدمحمود | شوی             | ۱٬۲۵۰ نفر         | شهیون                                                   | ۰نفر                                                                       |

## اقلیم‌شناسی

### آب و هوا
شهرستان دزفول دارای زمستان و پاییزی مدیترانه‌ای بوده و زیست‌بوم سرسبز آن از پایان زمستان تا آغازه‌های بهار بسیار دلپذیر است. این شهرستان با زیست‌بوم زیبای جلگه‌ای-کوهپایه‌ای و کوهستانی خود در سراسر سال و به ویژه در روزهای نوروز پذیرای شمار بسیاری از گردشگران است. گرم‌ترین و سردترین ماه‌های سال این شهرستان به ترتیب تیر و دی می‌باشند. بررسی یک دوره آماری آب و هوایی نشان دهنده آن است که حداقل درجه حرارت شهرستان دزفول ۲/۱۹ درجه و حداکثر آن ۶/۴۵ درجه سانتیگراد می‌باشد. وجود رودخانه دز در این شهرستان سبب شده که این شهرستان دارای زمین‌های حاصلخیز خوبی باشد. رودخانه دز چند کیلومتر بعد از دزفول به رودخانه کارون می‌ریزد این رودخانه از رودخانه‌های پرآب استان خوزستان است و نام دزفول نیز از اسم همین رود گرفته شده‌است.

### رودها
مهم‌ترین رودخانه دزفول، رود دز می‌باشد که از کوه‌های زاگرس در استان لرستان سرچشمه می‌گیرد و پس از عبور از سد دز و طی حدود ۲۰ کیلومتر وارد شهرستان دزفول می‌شود. تاکنون ۵ پل بر روی آن ساخته شده‌است. رودخانه فصلی ماهور برنجی نیز از دیگر رودخانه‌های دزفول می‌باشد.

### کوه‌ها

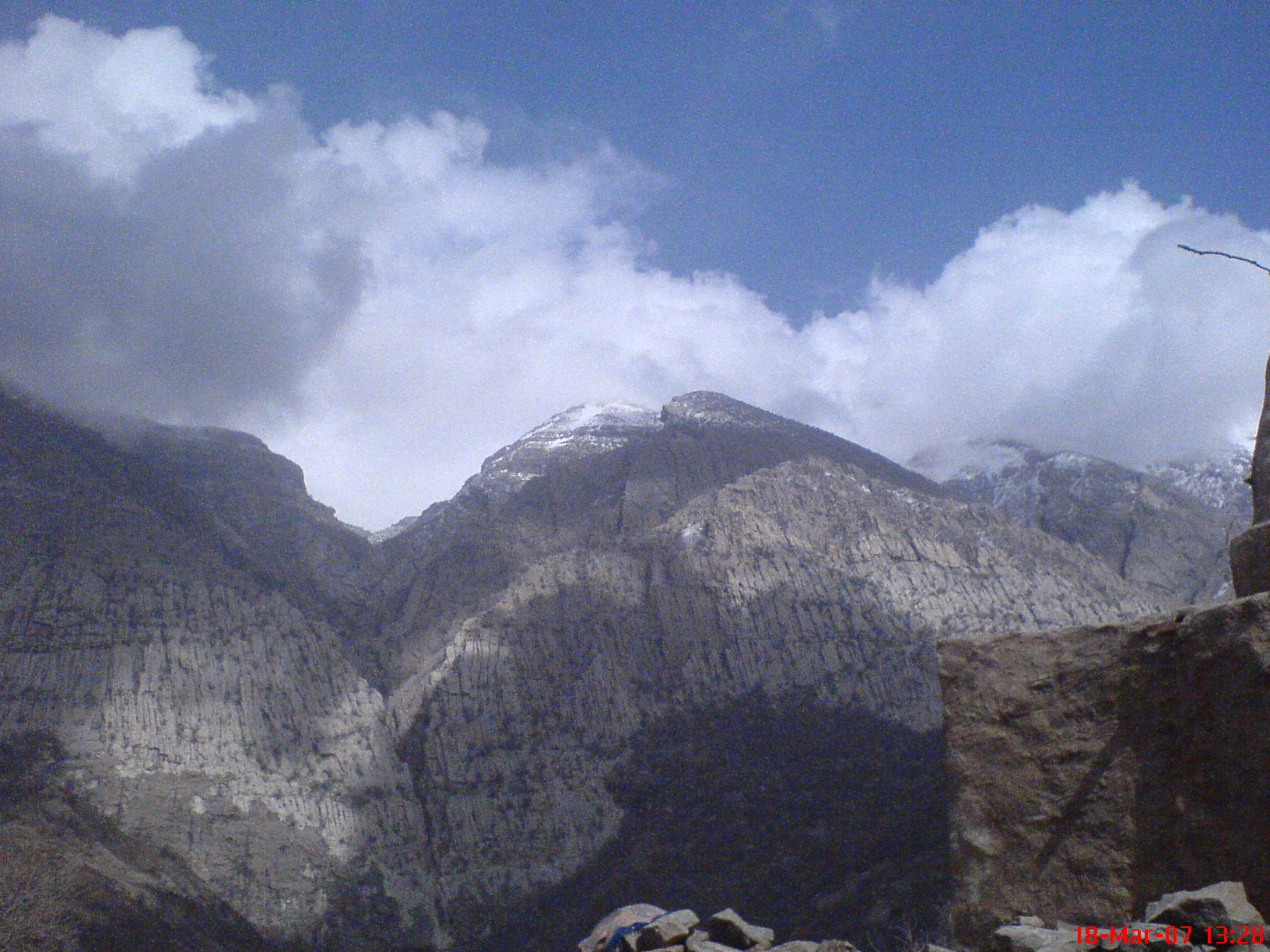
سالن کوه به ارتفاع ۲۶۵۰ متر

ارتفاعات دزفول در مناطق شمال و شمال شرقی شهرستان و در بخش سردشت و شهیون واقع شده‌اند. مرتفع‌ترین قله در محدوده شهرستان دزفول، سالن کوه با ارتفاع بیش از ۲۶۰۰ متر می‌باشد. کوه‌های دزفول عبارتند از:
- کوه کینه زا به ارتفاع ۲۹۲۰ متر در منطقه احمد فداله
- کوه سالِن به ارتفاع ۲۶۵۰ متر
- لنگر کوه به ارتفاع ۲۴۵۰ متر
- کوه‌های هفت تنان به ارتفاع ۲۰۰۰ متر
- کوه کیماس به ارتفاع ۱۹۰۰ متر
- کوه‌های کرناس به ارتفاع ۱۷۳۰ متر
- کوه سگریون به ارتفاع ۱۶۵۰ متر در منطقه شهیون
- کوه سه ترون به ارتفاع ۱۶۰۰ متر در منطقه سردشت
- کوه دژ ممدلی خان به ارتفاع ۱۵۵۰ متر

دیواره‌های عظیم هفت‌تنان و لنگر کوه و دیواره‌های قلعه شاداب و دژ ممدلی خان مناسب‌ترین محل‌ها برای دیواره نوردی و سنگ نوردی حرفه‌ای است که تاکنون ناشناخته مانده‌اند.

### دره‌ها
دره‌های طویل و عمیق از جاذبه‌های دیگر شهرستان دزفول می‌باشند. طول این دره‌ها بالغ بر ۳۵ تا ۴۰ کیلومتر با دیواره‌های بسیار رفیع حدود ۲۵۰–۲۰۰ متر بوده و با انبوه درختان انگور، انجیر وحشی، برگ‌های شاووشان، آبشارها و آب چکان‌ها جلوه بسیار زیبایی به این دره‌ها داده‌است که چشم هر بیننده‌ای را محو تماشای خود می‌سازد. برخی ازین دره‌ها عبارتند از:
- دره کول خرسان (دره ارواح): دره‌ای شگفت در ۲۵ کیلومتری شهرستان دزفول و در جاده این شهر به سمت شهیون نرسیده به بیشه بزان قرار دارد. در فصل گرم تابستان درون این دره می‌توانید دمای زیر ۲۰ درجه را تجربه کنید. جوشیدن چشمه‌های دیواره‌ای این دره را به یک دره شگرف تبدیل نموده‌است. این دره دارای آب دائمی، آبشار، ابچکان، بیشه زار و انواع روییدنی‌های خاص منطقه می‌باشد.[۱۵]

کول در زبان محلی به معنی دره است. مسیر ورودی دره پوشیده از درختان کنار یا سدر و نیز قسمتی پوشیده از نخل است. با گذر از پستی و بلندی‌های بسیار وارد تنگه زیبای کول خرسون می‌شوید. دهانه تنگه مملو از برگ‌های زیبای پرسیاووشان است. با برداشتن هر قدم جلوه‌های زیبا و متفاوتی آشکار می‌شود. گاه تنگه آنقدر باریک می‌شود که فقط امکان عبور یک نفر را دارد. دیواره‌های دو طرف گاهی در بالای سر به هم می‌رسند و گاه فقط روزنه باریکی دیده می‌شود. این دره در نهایت به رودخانه دز منتهی می‌شود و از آنجا با شنا یا قایق می‌توان به خشکی رسید. کول خرسون برای برنامه یک روزه و در فصل تابستان مناسب است.
- دره توبیرون: یکی از دیدنی‌های طبیعی بکر و شگفت‌انگیز شهرستان دزفول در فصول گرم سال دره توبیرون است. دره توبیرون در فاصله حدود ۲۰ کیومتری از شهر در مسیری چند کیلومتری در بخش سردشت قبل از رسیدن به منطقه تنگه سرا در شمال دزفول واقع است. دیواره‌های رفیع آن با ارتفاع بلند که گاه تا بیش از یکصد متر می‌رسد و انبوه درختان انگور، انجیر وحشی، برگ‌های شاووشان، آبشارها و آب چکان‌ها جلوه بسیار زیبایی به این دره‌ها داده‌است که چشم هر بیننده‌ای را محو تماشای خود می‌سازد. این دره حاصل هزاران سال فرسایش آبی حاصل از بارندگی‌های فصلی درحوزه‌های بالاتر و سرازیر شدن تند آبها در کوه و تپه می‌باشد بنحوی که در فصول خشک عمق زیاد دره مانند یک زهکش عمل کرده و آب سفره‌های زیر زمینی را جمع کرده و آب در کف دره جاری می‌شود، به‌طوری‌که در بعضی قسمت‌ها از دیواره و کف دره آب زلال تراوش می‌کند. با وجود گرمای بالای ۴۰ درجه دزفول در این دره باد خنک آرامش خاصی را به میهمانان داده و دمای آن تا ۲۵ درجه و کمتر نیز می‌رسد. این دره دارای دو آبشار است که همراه با طبیعت زیبا مناسب برای گردشگری است. راه دسترسی به این آبشارها ۳۰ کیلومتر جاده آسفالته است.[۱۶]
- دره کول قره احمد
- کول شیرین آب

### جاذبه‌های طبیعی
آبشار شوی یکی از بزرگ‌ترین و زیباترین آبشارهای ایران در رشته‌کوه‌های زاگرس در منطقه شهیون از توابع دزفول قرار گرفته‌است، که به عنوان یکی از زیباترین آبشارهای کشور در شمال شهرستان دزفول و در منطقه‌ای کوهستانی با طبیعت زیبا قرار گرفته‌است.

عبور رود دز به عنوان یکی از زلال‌ترین و پرآب‌ترین رودهای کشور از میان شهرستان دزفول باعث شده که در ساحل این رود، پارک‌ها و تفریحگاه‌های ساحلی متعددی ساخته شود که  ازجمله محبوب‌ترین آن‌ها تفریحگاه ساحلی دز (علی کله) است که بخصوص در فصول بهار و تابستان گردشگران زیادی را از سطح شهرستان و شهرستان‌های مجاور به خود جذب می‌کند.
یکی دیگر از جاذبه‌های طبیعی شهرستان دزفول که در منطقه سردشت و شمال دزفول واقع شده، سالن کوه است که علاوه بر وجود جاذبه‌های کم‌نظیر طبیعی نظیر سیاه چاله، دشت لاله‌های واژگون و غارها و چشمه‌ها مکانی مناسب برای علاقه‌مندان به ورزش کوهنوردی است. همچنین دره‌هایی مانند کول خرسون و توبیرون نیز از دیگر مناطق دیدنی این شهرستان است. از دیگر مکان‌های گردشگری می‌توان به قلعه شاداب اشاره کرد. سد دز نیز در این شهرستان واقع گردیده که دریاچه پشت سد نیز از مناطق بکر و دیدنی این شهر محسوب می‌شود.
از دیگر جاذبه‌های طبیعی شهرستان دزفول، پارک ملی دز است. این پارک، یکی از پارک‌های ملی ایران به حساب می‌آید که در شمال استان خوزستان و در محدوده شهر میانرود از توابع شهرستان دزفول واقع شده‌است. وجود حیات وحش غنی در کنار چشم‌اندازهای زیبا نظیر رودخانه، تالاب، این منطقه را به یکی از چشم‌اندازهای مهم استان خوزستان به ویژه از لحاظ پرنده نگری تبدیل کرده‌است. این جنگل‌ها یکی از زیستگاه‌های مهم گونه نادر گوزن زرد ایرانی است.

#### نظامی
شهرستان دزفول در یکی از استراتژیک‌ترین مناطق ایران قرار دارد. وجود پایگاه چهارم شکاری دزفول، لشکر ۲۹۲ زرهی، توپخانه، قرارگاه و پادگان قدس، سایت موشکی هاگ اهمیت این منطقه را نشان می‌دهد.
از محله‌های اصیل و قدیمی محله و مسجد لبخندق
محله لبخندق از قدیمی‌ترین محلات دزفول به‌شمار می‌آید. قدیمی‌ترین مسجد شهر دزفول مسجد لبخندق در سال ۴۰۷ هجری ساخته‌است.
یکی از محله‌های اصیل و قدیمی بنام صحرابدر مغربی
صحرابدر مغربی یکی از محله‌های کهن شهرستان دزفول هست که از محله قلعه به پایین شهر و از میدان ساعت به پایین شهر تا میدان یونسکو و محله‌های نزدیک آن را در بر می‌گیرد. محله پل قدیم که در جنب پل قدیم واقع شده‌است یکی از محله‌های صحرابدر مغربی می‌باشد که تا پیش از انقلاب شخصی بنام دیاغلام دیاحسین یکی از بزرگان و خوانین آن منطقه بوده‌است و در بین مردم احترام زیادی داشته اداره می‌شده‌است.
بناها و مساجد کهن محله و منطقه پل قدیم
در منطقه صحرابدر مغربی مساجد و بناهای تاریخی زیادی واقع شده که  ازجمله آنها می‌توان مسجد امام حسین علیه السلام جنوبی، مسجد کج بافان که دو تن از سیصد و سیزده یار خاصه صاحب زمان عج معروف به انصارالمهدی هستند و بقعه متبرکه علی مالک که دو تن از فرزندان مولا علی ع بنام‌های ابراهیم و عقیل که در نزدیکی پل قدیم هستند نام برد.